# فيلي براون (لاعب كرة قدم أيرلندي)
فيلي براون (بالإنجليزية: Willie Browne)‏ (21 فبراير 1936 في جمهورية أيرلندا - 14 أكتوبر 2004) هو لاعب كرة قدم أيرلندي في مركز الدفاع. شارك مع Republic of Ireland national football B team ‏ ومنتخب جمهورية أيرلندا لكرة القدم. أما مع النوادي، فقد لعب مع نادي بوهيميان ونادي كلية جامعة دبلن ولونغفورد تاون ‏.